# Lamyra pleskei
Lamyra pleskei är en tvåvingeart som beskrevs av Becker och Stein 1913. Lamyra pleskei ingår i släktet Lamyra och familjen rovflugor. Inga underarter finns listade i Catalogue of Life.